# فريدريك برنارد لاسي
فريدريك برنارد لاسي (بالإنجليزية: Frederick Bernard Lacey)‏ هو قاضي ومحامي وضابط أمريكي، ولد في 8 سبتمبر 1920 في نيوآرك في الولايات المتحدة، وتوفي في 1 أبريل 2017 في نيبلز في الولايات المتحدة.